# Skælingur
Skælingur (dánul: Skælling) település Feröer Streymoy nevű szigetén. Közigazgatásilag Kvívík községhez tartozik.

## Földrajz
A sziget nyugati partján fekszik. Mindössze 5-6 házból áll. Közvetlenül mögötte emelkedik a 767 m magas Skælingsfjall, amelyet sokáig Feröer legmagasabb hegyének tartottak.

## Történelem
Első írásos említése 1584-ből származik.

## Népesség

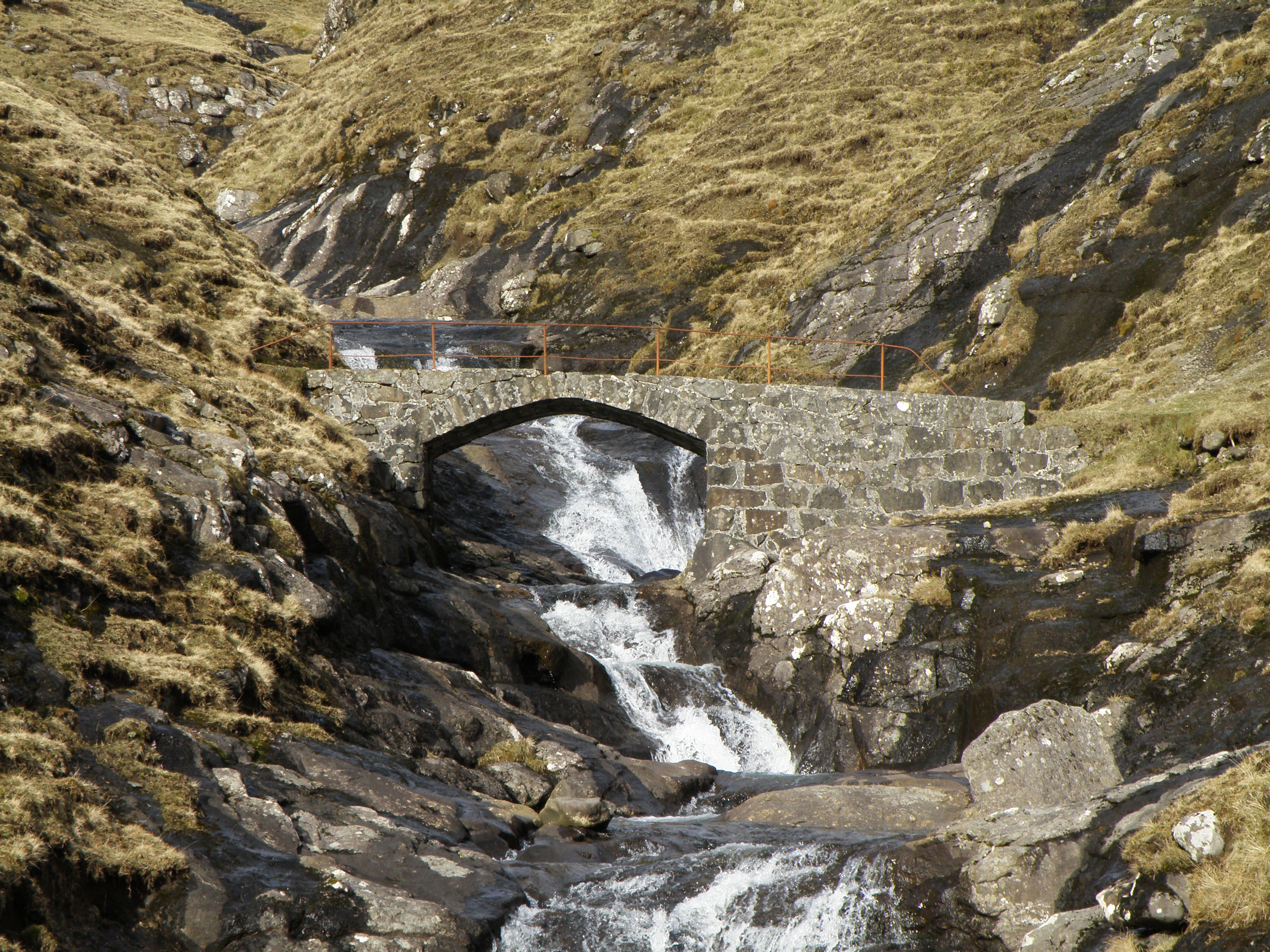
Kőhíd a falu bekötőútján

| Év          | Lakosság |
| ----------- | -------- |
| 1986.01.01. | 14       |
| 1991.01.01. | 15       |
| 1996.01.01. | 14       |
| 2001.01.01. | 13       |
| 2006.01.01. | 11       |

## Közlekedés
Zsákfalu, egyetlen útja Leynarba vezet. Autóbusz-közlekedése nincsen.